# Radio Jam
 (février 2013).
JAM Fm ou Radio JAM  est une radio  ivoirienne qui passe sur ses antennes tout style de musique (coupé-décalé, zouglou, rap, funk, rnb, reggae, manding …) . Créée depuis 1993 par l'homme de culture et producteur ivoirien Francois Konian Banny , la radio est officiellement lancée en 2000. 

## Radio Jam Côte d'Ivoire
Depuis 2004, la radio diffuse une émission matinale intitulée "8-9" devenue par la suite "le 7-9" et pour sa saison 10 est devenue "le 6-10" en référence à ses horaires de diffusion. Cette émission de détente, d'humour et de bonne humeur coanimée par Mike (Mickael Okou Opokou) et le big Jack ( Valentin) fait de cette structure, la radio numéro 1 de Côte d'Ivoire[réf. nécessaire]. La station FM, propriété de François Konian, ancien producteur de musique.

## Fréquences
Voici la liste des fréquences en Côte d'Ivoire:
- Abidjan : 99.3 FM
- Yamoussoukro : 88.1 FM
- Bouaké : 104.3 FM
- Korhogo : 92.2 FM
- Abengourou : 96.9 FM
- San-Pédro : 94.0 FM
- Gagnoa : 94.0 FM
- Man : 95.5 FM

## Radio Jam Ouaga
Cette station basée à Ouagadougou, capitale du Burkina Faso tient son appellation : Radio JAM de l'accord donné par le PDG de Radio JAM-Abidjan à Mc Claver PDG de Jam Ouaga. JAM Ouaga émet depuis 2009 sur la fréquence 92.4 FM à Ouagadougou.
Son PDG n'est autre que l'ancien animateur radio et aujourd'hui Pasteur Mc Claver. 